# Cerro de la Gloria (Castelli)
Cerro de la Gloria é uma localidade do município de Castelli, da Província de Buenos Aires, na Argentina.